# Михаїл II Травл
Михаїл II Травл (грец. Μιχαήλ B',Traulos чи Psellos (грец. Τραυλός, Ψηλλος, лат. Psellus), «Заїка»; близько 770, Аморіон, Фригія — 2 жовтня 829, Константинополь)  — імператор Візантії з 820 по 2 жовтня 829 року.

## Біографічні відомості
Михаїл II (Михайло Пселос) почав службу звичайним солдатом та піднявся до рангу генерала при Михаїлі I Рангаве. У 813 році підтримав повстання проти Михаїла I Рангаве та допоміг Леву V Вірменину зайняти трон. Однак вже у 820 році засуджений ним до смерті внаслідок викритої змови. Його прибічникам однак вдалося вбити Лева V і визволити Михайла з в'язниці. Михаїл II Травл посів трон як перший представник аморійської (або фригійської) династії.
Однак його правління позначилось подальшою боротьбою з його колишнім прибічником — генералом Фомою Слов'янином, який хотів також зайняти трон (820—823). У 823 році сарацини загарбали Крит і зробили напади на Сицилію у 829 році.
У час його правління переслідування прихильників ікон заспокоїлось. Однак близько 824 року в церковних колах Візантії запанували неприхильні настрої до імператора. Це було викликане тим, що Михаїл Пселос після смерті своєї першої дружини, вдруге одружився з дочкою Костянтина VI — Євфросинією, яка вже була черницею.
Помер Михайло II 2 жовтня 829 року від хвороби нирок. Наступником став його син Феофіл, який ще з 821 року був співправителем батька.